# Тушинская (платформа)
Ту́шинская (до ноября 2019 года — Тушино) — остановочный пункт Рижского направления Московской железной дороги в Москве. Входит в Московско-Смоленский центр организации работы железнодорожных станций ДЦС-3 Московской дирекции управления движением. Относится к станции Тушино. Является остановкой Курско-Рижского диаметра Московских центральных диаметров. Связан пересадкой со станцией метро «Тушинская» и конечной остановкой междугородных и городских автобусов. Время движения от Рижского вокзала — 24 минуты.
Расположен на северо-западе города, недалеко от Волоколамского шоссе, имеет выходы на проезд Стратонавтов и Тушинскую улицу. Назван по одноимённой станции метро, переход на которую с платформы в сторону области открыт 30 декабря 1975 года. С 21 ноября 2019 года по кодификатору ТР-4 выделен из состава станции «Тушино» с присвоением современного названия.
Прямое сообщение на северо-запад до станций Нахабино, Дедовск, Новоиерусалимская, Румянцево, Волоколамск, Шаховская, Ржевский мемориал, Муравьево на юг — до Москвы-Рижской и через Курский вокзал до станций и о.п. Депо, Царицыно, Красный Строитель, Щербинка, Подольск, Львовская, Столбовая, Чехов, Серпухов. Останавливаются все электропоезда, включая ускоренные «Ласточки».
Состоит из одной изогнутой центральной и одной прямой боковой платформ. Лестницы с пешеходного моста на платформы демонтированы. Проход на станцию метро с центральной платформы осуществляется через подземный переход. Оборудован турникетами, относится ко второй тарифной зоне.
Установка турникетов в 2000 году затруднила пересадку на другие виды транспорта (кроме пересадки по ходу от Москвы) с/на метро, а учитывая расположение остановочного пункта, а именно, отсутствие кассы с южной стороны, это привело к необходимости пересаживаться на автобусные маршруты Мосгортранс на Трикотажной, а на метро на Дмитровской или, по возможности на Рижской.

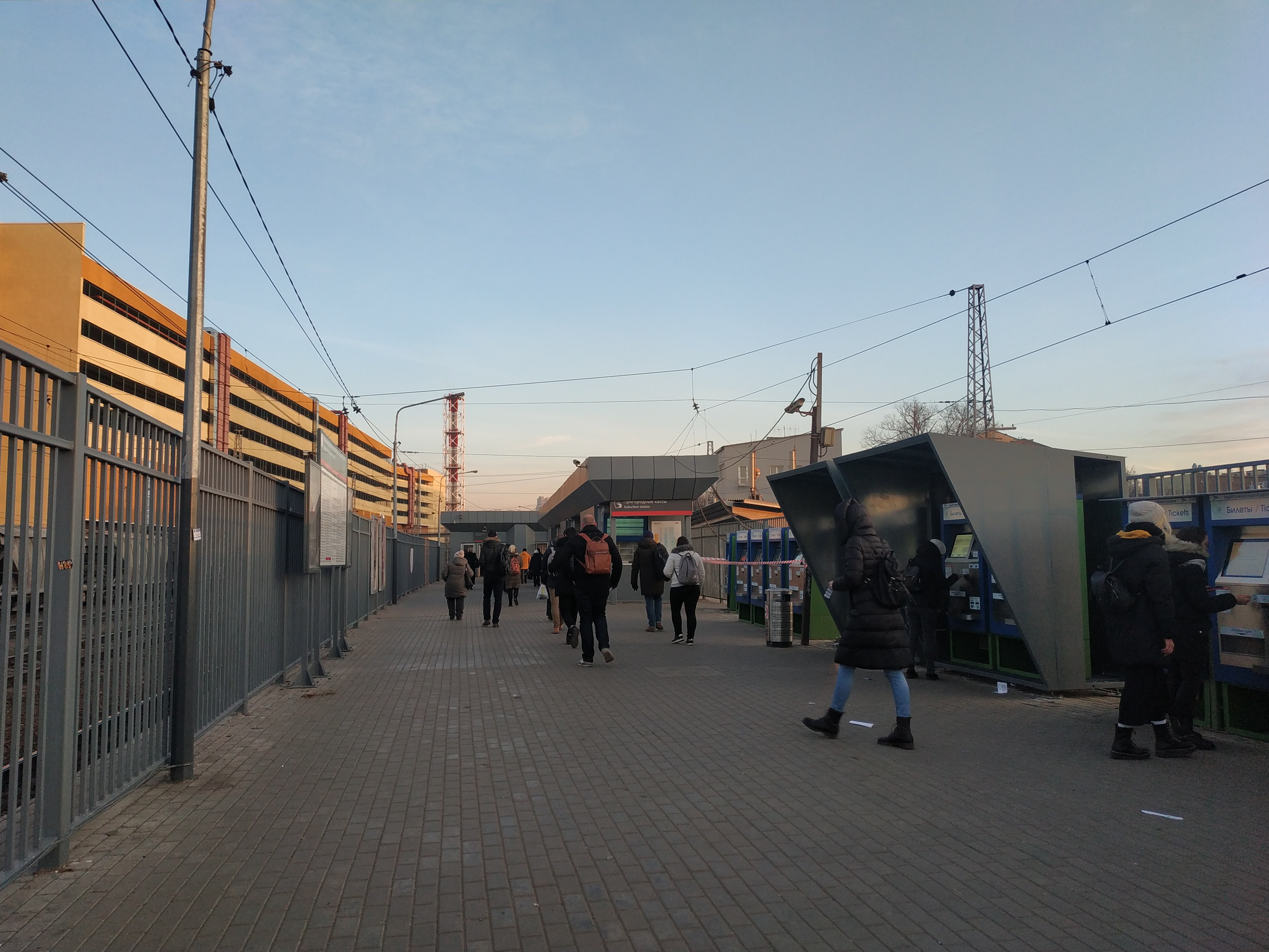
Длинный коридор между заборами на входе на станцию из метро (2019). В начале 2020 тут был построен навес.

К западу от платформы располагается оборотный тупик для электропоездов, который редко использовался по назначению (только при изменениях в расписании). С 26 мая 2013 года в расписании появились маршруты, следующие с Курского направления до станции Тушино и оборачивающиеся через этот тупик: Чехов — Тушино — Ревякино (по выходным) и Серпухов — Тушино — Серпухов.

## Наземный общественный транспорт

### Городской
По обе стороны от остановочного пункта имеются автобусные конечные: с севера — «Станция Тушинская», с южной — «Метро Тушинская». 
На этой станции можно пересесть на следующие маршруты городского пассажирского транспорта:
- Автобусы: е30, е30к, 88, 210, с348, 356, 400т, 488, 614, 631, 640, 741

### Областной
- Автобус: 436, 540, 541, 542, 549, 568, 575, 856